# Присъдата (филм, 1959)
„Присъдата“ (на френски: La Sentence) е френска военна драма от 1959 година на режисьора Жан Валере с участието на Марина Влади, Робер Осеин и Роже Енен.

## Сюжет
Към края на Втората световна война четирима бойци на френската съпротива са заловени на северното крайбрежие на Франция от войниците на Вермахта. Те са отведени в лагер, където след един час ще бъдат екзекутирани. Един час на страх, на неосъществими мечти, на напразни надежди...

## В ролите
- Марина Влади като Катрин Дероше
- Робер Осеин като Жорж Лагранж
- Роже Енен като Антоан Кастелани
- Люсиен Рембурж като Франсоа Ломбар
- Беатрис Брети като Жана Боасар
- Ханс Вернер като коменданта от СС